# Кибалион
Кибалион (пун назив: Кибалион: Студија херметичке филозофије старог Египта и Грчке) је књига коју су 1908. године објавили „Три иницијата“ (често идентификовани као пионир Нове мисли Вилијам Вокер Аткинсон, 1862–1932)  чији  је циљ преношење учење Хермеса Трисмегиста.
Иако са античким и средњовековним херметичким текстовима дели низ особина као што су филозофски ментализам, концепт „како горе, тако и доле“, и идеја да се све састоји од родно поларних супротности, као целина је више укорењена у идејама савремених окултистичких аутора, посебно оних из покрета Нове мисли коме је припадао Еткинсон. Савремени херметички трактат је био веома утицајан у круговима покрета Новог доба још од 20. века.

## Седам херметичких принципа
Централни концепт у књизи је да постоји „седам херметичких принципа, на којима се заснива читава херметичка филозофија“. Ово су, како се дословно цитира из књиге:
1. Принцип ментализма
„Све је ум; Универзум је менталан.”
2. Принцип кореспонденције
„Како горе, тако и доле; како доле, тако и горе.” [...] Овај принцип оличава истину да увек постоји кореспонденција између закона и појава различитих димензионих равни бића и живота.
3. Принцип вибрације
„Ништа не мирује; све се креће; све вибрира.”
4. Принцип поларитета
„Све је дуално; све има полове; све има свој пар супротности; слично и различито су исто; супротности су идентичне по природи, али различите по степену; крајности се сусрећу; све истине су само полуистине; сви парадокси се могу помирити."
5. Принцип ритма
„Све тече, напоље и унутра; све има своје плиме; све се диже и спушта; замах клатна се манифестује у свему; мера замаха удесно је мера замаха улево; ритам компензује.”
6. Принцип узрока и последице
„Сваки узрок има своју последицу; свака последица има свој узрок; све се дешава по закону; случај је само име за закон који није признат; постоји много нивоа узрочности, али ништа не измиче закону.”
7. Принцип рода
„Род је у свему; све има своје мушке и женске принципе; род се манифестује на свим равнима.”

## Веза са древном и средњовековномХерметиком
Према Мичу Хоровицу, филозофски ментализам (првенство ума као активног узрока ствари) који је описао Кибалионов први принцип био је инспирисан широко сличним принципом у древној грчкој Херметици.
Николас Е. Чапел напомиње да иако неколико аспеката као што су филозофски ментализам, концепт „како горе, тако и доле“ како произилази из Смарагдне плоче, и идеја да све постоји као парови полних поларних супротности, води порекло из античких и средњовековних херметичких текстова, док други аспекти као што је принцип вибрације (који потиче из филозофије Дејвида Хартлија, 1705–1757) нису повезани са херметизмом.
Чапел такође истиче да постоји велики број оштрих разлика између Кибалиона и традиционалне Херметике, као што је Кибалионов антитеолошки став наспрам великог нагласка на теологију у Херметици, или Кибалионов фокус на .менталне трансмутације" практичаре наспрам Херметичине преокупације поштовањем и уједињењем са божанским. Чапел закључује да је у целини Кибалион превише везан за идеје раног 20. века које потичу из покрета Нове мисли да би био репрезентативан за ширу историјску традицију херметичке филозофије.